# اولیس دو برگ، دومین بارون داونز
اولیس دو برگ، دومین بارون داونز (انگلیسی: Ulysses Burgh, 2nd Baron Downes؛ ۱۵ اوت ۱۷۸۸ – ۲۶ ژوئیه ۱۸۶۴ (۷۵ ساله)) نظامی و سیاست‌مدار اهل پادشاهی متحد بریتانیای کبیر و ایرلند بود.